# 高橋はな
高橋 はな（たかはし はな、2000年2月19日 - ）は、埼玉県川口市出身の女子サッカー選手。三菱重工浦和レッズレディース所属。サッカー日本女子代表。ポジションはディフェンダー、フォワード。

## 経歴・人物
埼玉県鳩ヶ谷市（現・川口市）出身。
小学校年代で地元の少女サッカーチームである戸塚フットボールクラブ・ガールズに入ってサッカーを始める。その後、戸木南ボンバーズFCを経てFCアビリスタでプレーする。
小学校6年の時に2011ナショナルトレセンU-12関東に招集される。

### ユース
2012年、中学校進学と共に浦和レッズレディースジュニアユースに加入。同年のJFAエリートプログラム 女子U-13 トレーニングキャンプに召集される。この時のチームメイトには宝田沙織、植木理子と後に年代別代表でも同僚となる選手がいた。
2015年に浦和レッドダイヤモンズレディースユースに昇格。ユースチームでは当初はフォワードでプレーし、同年度のJOCジュニアオリンピックカップ第18回全日本女子ユース(U-18)サッカー選手権大会では決勝で敗れたが準優勝を果たしている。
2016年6月10日付でユース選手登録のままでトップチームに出場選手登録がなされた。

### シニア
2018年シーズンからトップチームへ正式に昇格した。
2022年11月10日、日本女子代表のスペイン遠征中に負傷離脱し、同18日に右膝前十字靭帯損傷（全治8ヶ月）と診断され手術を行った。

### 代表
年代別代表においては、2015年のAFC U-16女子選手権2015ではU-16日本女子代表のフォワードとして出場、ラウンドロビンのチャイニーズ・タイペイ戦、準決勝のタイ王国戦でゴールをそれぞれ記録した。
2016年の2016 FIFA U-17女子ワールドカップでもフォワードに登録されて全6試合中5試合で先発出場、特に準決勝のスペイン戦で2得点を挙げるなど日本の大会準優勝のキーウーマンとなった。
2017年のAFC U-19女子選手権2017からディフェンダーにコンバートされ、ラウンドロビン第3戦の大韓民国戦と決勝戦の朝鮮民主主義人民共和国の2試合に先発フル出場して日本の大会優勝に貢献した。
2018年の2018 FIFA U-20女子ワールドカップでは所属チームの同僚でもある南萌華とセンターバックのコンビを組んで全試合にフル出場、日本の大会初制覇に奮戦した。
2023年6月13日、2023 FIFA女子ワールドカップに出場するなでしこジャパンのメンバーに選出された。同年7月31日、グループステージ3試合目となるスペイン戦でワールドカップ初出場を果たし、先発フル出場で4-0の大勝に貢献した。
2024年6月14日、2024年パリオリンピックに出場するなでしこジャパンのメンバーに選出された。

## 個人成績

### クラブ
| クラブ                       | シーズン | リーグ      | 背番号 | リーグ戦 | リーグ戦 | カップ戦 | カップ戦 | リーグ杯 | リーグ杯 | AFC  | AFC  | 合計 | 合計 |
| クラブ                       | シーズン | リーグ      | 背番号 | 出場     | 得点     | 出場     | 得点     | 出場     | 得点     | 出場 | 得点 | 出場 | 得点 |
| ---------------------------- | -------- | ----------- | ------ | -------- | -------- | -------- | -------- | -------- | -------- | ---- | ---- | ---- | ---- |
| 浦和レッズレディースユース   | 2014     | —           | 27     | —        | —        | 1        | 0        | —        | —        | —    | —    | 1    | 0    |
| 浦和レッズレディースユース   | 2015     | —           | 4      | —        | —        | 0        | 0        | —        | —        | —    | —    | 0    | 0    |
| 浦和レッズレディースユース   | 2016     | —           | 4      | —        | —        | 0        | 0        | —        | —        | —    | —    | 0    | 0    |
| 浦和レッズレディースユース   | 通算     | 通算        | 通算   | 0        | 0        | 1        | 0        | 0        | 0        | 0    | 0    | 1    | 0    |
| 浦和レッズレディース         | 2016     | なでしこ1部 | 30     | 0        | 0        | -        | -        | 0        | 0        | —    | —    | 0    | 0    |
| 浦和レッズレディース         | 2017     | なでしこ1部 | 28     | 0        | 0        |          |          | 0        | 0        | —    | —    | 0    | 0    |
| 浦和レッズレディース         | 2018     | なでしこ1部 | 23     | 10       | 1        | 3        | 0        | 5        | 1        | —    | —    | 18   | 2    |
| 浦和レッズレディース         | 2019     | なでしこ1部 | 7      | 15       | 3        | 3        | 0        | 9        | 3        | -    | -    | 27   | 6    |
| 浦和レッズレディース         | 2020     | なでしこ1部 | 7      | 18       | 3        | 5        | 1        | —        | —        | —    | —    | 23   | 4    |
| 三菱重工浦和レッズレディース | 2021-22  | WE          | 7      | 20       | 3        | 4        | 0        | —        | —        | —    | —    | 24   | 3    |
| 三菱重工浦和レッズレディース | 2022-23  | WE          | 7      | 4        | 0        | 0        | 0        | 4        | 1        | —    | —    | 8    | 1    |
| 三菱重工浦和レッズレディース | 2023-24  | WE          | 7      | 7        | 1        | 3        | 0        | 4        | 0        | 3    | 0    | 17   | 1    |
| 三菱重工浦和レッズレディース | 2024-25  | WE          | 7      | 21       | 7        | 4        | 3        | 1        | 2        | 1    | 0    | 27   | 12   |
| 三菱重工浦和レッズレディース | 通算     | 通算        | 通算   | 95       | 18       | 22       | 4        | 23       | 7        | 4    | 0    | 144  | 29   |
| 通算                         | 日本     | 日本        | 1部    | 95       | 18       | 22       | 4        | 23       | 7        | 4    | 0    | 144  | 29   |
| 通算                         | 日本     | 日本        | その他 | 0        | 0        | 1        | 0        | 0        | 0        | 0    | 0    | 1    | 0    |
| 総通算                       | 総通算   | 総通算      | 総通算 | 95       | 18       | 23       | 4        | 23       | 7        | 4    | 0    | 145  | 29   |

1. 1 2  2023 AFC女子クラブ選手権の成績。
2. 1 2  AFC女子チャンピオンズリーグ2024/25の成績。

- 日本女子サッカーリーグ
  - 初出場 - 2018年4月29日 なでしこリーグ1部 第3節 ジェフユナイテッド市原・千葉レディース戦 (浦和駒場スタジアム)[18]
  - 初得点 - 2018年10月20日 なでしこリーグ1部 第16節 セレッソ大阪堺レディース戦 (ならでんフィールド)[18]

- WEリーグ
  - 初出場 - 2021年9月12日 第1節 日テレ・東京ヴェルディベレーザ戦 (味の素フィールド西が丘)[19]
  - 初得点 - 2021年9月20日 第2節 ノジマステラ神奈川相模原戦 (浦和駒場スタジアム)[19]

- AFC女子チャンピオンズリーグ
  - 初出場 - 2025年3月23日 AWCL2024/25 準決勝  武漢江漢大学FC（英語版） (熊谷スポーツ文化公園陸上競技場)[20]

### 代表
- 2019年10月6日 - 日本女子代表初出場 -  カナダ戦 (国際親善試合)
- 2022年6月27日 - 日本女子代表初得点 -  フィンランド戦 (国際親善試合)

#### 主な出場大会
- U-17日本女子代表
  - 2016年 - FIFA U-17女子ワールドカップ ヨルダン大会（準優勝）
- U-20日本女子代表
  - 2018年 - FIFA U-20女子ワールドカップ フランス大会（優勝）

- 日本女子代表(なでしこジャパン)
  - 2022年 - 2022 AFC女子アジアカップ
  - 2022年 - EAFF E-1サッカー選手権2022（優勝）
  - 2023年 - 2023 FIFA女子ワールドカップ
  - 2024年 - 2024年パリオリンピック
  - 2025年 - 2025 シービリーブスカップ（優勝）
  - 2025年 - EAFF E-1サッカー選手権2025

#### 試合数
| 日本代表 | 国際Aマッチ | 国際Aマッチ |
| 年       | 出場        | 得点        |
| -------- | ----------- | ----------- |
| 2019     | 1           | 0           |
| 2021     | 3           | 0           |
| 2022     | 9           | 1           |
| 2023     | 8           | 1           |
| 2024     | 9           | 1           |
| 2025     | 8           | 2           |
| 通算     | 38          | 5           |

2025年7月16日現在

#### 出場試合
| 出場試合一覧 | 出場試合一覧   | 出場試合一覧     | 出場試合一覧                                           | 出場試合一覧         | 出場試合一覧   | 出場試合一覧       | 出場試合一覧                                                  | 出場試合一覧 |
| #            | 開催日         | 開催都市         | スタジアム                                             | 対戦国               | 結果           | 監督               | 大会                                                          | 出典         |
| ------------ | -------------- | ---------------- | ------------------------------------------------------ | -------------------- | -------------- | ------------------ | ------------------------------------------------------------- | ------------ |
| 1.           | 2019年10月6日  | 静岡             | IAIスタジアム日本平                                    | カナダ               | ○ 4-0          | 高倉麻子           | 国際親善試合                                                  | [ 21 ]       |
| 2.           | 2021年4月11日  | 東京             | 国立競技場                                             | パナマ               | ○ 7-0          | 高倉麻子           | 国際親善試合                                                  | [ 22 ]       |
| 3.           | 2021年6月13日  | 宇都宮           | カンセキスタジアムとちぎ                               | メキシコ             | ○ 5-1          | 高倉麻子           | MS&ADカップ2021                                               | [ 23 ]       |
| 4.           | 2021年11月25日 | アルメレ         | ヤンマー・スタディオン                                 | アイスランド         | ● 0-2          | 池田太             | 国際親善試合                                                  | [ 24 ]       |
| 5.           | 2022年1月24日  | プネー           | シュリー・シヴ・チャトラパティ・スポーツコンプレックス | ベトナム             | ○ 3-0          | 池田太             | 2022 AFC女子アジアカップ                                      | [ 25 ]       |
| 6.           | 2022年1月27日  | プネー           | シュリー・シヴ・チャトラパティ・スポーツコンプレックス | 韓国                 | △ 1-1          | 池田太             | 2022 AFC女子アジアカップ                                      | [ 26 ]       |
| 7.           | 2022年2月3日   | プネー           | シュリー・シヴ・チャトラパティ・スポーツコンプレックス | 中華人民共和国       | ● 2-2 (PK 3-4) | 池田太             | 2022 AFC女子アジアカップ                                      | [ 27 ]       |
| 8.           | 2022年6月24日  | スタラ・パゾヴァ | スポーツ・センターFAS                                  | セルビア             | ○ 5-0          | 池田太             | 国際親善試合                                                  | [ 28 ]       |
| 9.           | 2022年6月27日  | トゥルク         | ヴェリタス・スタジアム                                 | フィンランド         | ○ 5-1          | 池田太             | 国際親善試合                                                  | [ 29 ]       |
| 10.          | 2022年7月19日  | 鹿嶋             | 茨城県立カシマサッカースタジアム                       | 韓国                 | ○ 2-1          | 池田太             | EAFF E-1サッカー選手権2022                                    | [ 30 ]       |
| 11.          | 2022年7月26日  | 鹿嶋             | 茨城県立カシマサッカースタジアム                       | 中華人民共和国       | △ 0-0          | 池田太             | EAFF E-1サッカー選手権2022                                    | [ 31 ]       |
| 12.          | 2022年10月6日  | 神戸             | ノエビアスタジアム神戸                                 | ナイジェリア         | ○ 2-0          | 池田太             | 国際親善試合                                                  | [ 32 ]       |
| 13.          | 2022年10月9日  | 長野             | 長野Uスタジアム                                        | ニュージーランド     | ○ 2-0          | 池田太             | MS&ADカップ2022                                               | [ 33 ]       |
| 14.          | 2023年7月14日  | 仙台             | ユアテックスタジアム仙台                               | パナマ               | ○ 5-0          | 池田太             | MS&ADカップ2023                                               | [ 34 ]       |
| 15.          | 2023年7月31日  | ウェリントン     | ウェリントン・リージョナル・スタジアム                 | スペイン             | ○ 4-0          | 池田太             | 2023 FIFA女子ワールドカップ                                   | [ 35 ]       |
| 16.          | 2023年8月5日   | ウェリントン     | ウェリントン・リージョナル・スタジアム                 | ノルウェー           | ○ 3-1          | 池田太             | 2023 FIFA女子ワールドカップ                                   | [ 36 ]       |
| 17.          | 2023年8月11日  | オークランド     | イーデン・パーク                                       | スウェーデン         | ● 1-2          | 池田太             | 2023 FIFA女子ワールドカップ                                   | [ 37 ]       |
| 18.          | 2023年9月23日  | 北九州           | 北九州スタジアム                                       | アルゼンチン         | ○ 8-0          | 池田太             | 国際親善試合                                                  | [ 38 ]       |
| 19.          | 2023年10月26日 | タシュケント     | ロコモティフ・スタジアム                               | インド               | ○ 7-0          | 池田太             | 2024年パリオリンピック・アジア2次予選                         | [ 39 ]       |
| 20.          | 2023年10月29日 | タシュケント     | ブニョドコル・スタジアム                               | ウズベキスタン       | ○ 2-0          | 池田太             | 2024年パリオリンピック・アジア2次予選                         | [ 40 ]       |
| 21.          | 2023年11月1日  | タシュケント     | ロコモティフ・スタジアム                               | ベトナム             | ○ 2-0          | 池田太             | 2024年パリオリンピック・アジア2次予選                         | [ 41 ]       |
| 22.          | 2024年2月24日  | ジッダ           | プリンス・アブドゥッラー・アル・ファイサル・スタジアム | 北朝鮮               | △ 0-0          | 池田太             | 2024年パリオリンピック・アジア最終予選                        | [ 42 ]       |
| 23.          | 2024年2月28日  | 東京             | 国立競技場                                             | 北朝鮮               | ○ 2-1          | 池田太             | 2024年パリオリンピック・アジア最終予選                        | [ 43 ]       |
| 24.          | 2024年5月31日  | ムルシア         | エスタディオ・ヌエバ・コンドミーナ                     | ニュージーランド     | ○ 2-0          | 池田太             | 国際親善試合                                                  | [ 44 ]       |
| 25.          | 2024年6月3日   | ムルシア         | エスタディオ・ヌエバ・コンドミーナ                     | ニュージーランド     | ○ 4-1          | 池田太             | 国際親善試合                                                  | [ 45 ]       |
| 26.          | 2024年7月13日  | 金沢             | 金沢ゴーゴーカレースタジアム                           | ガーナ               | ○ 4-0          | 池田太             | MS&ADカップ2024 ～能登半島地震復興支援マッチ がんばろう能登～ | [ 46 ]       |
| 27.          | 2024年7月25日  | ナント           | スタッド・ドゥ・ラ・ボージョワール                     | スペイン             | ● 1-2          | 池田太             | 2024年パリオリンピック                                        | [ 47 ]       |
| 28.          | 2024年7月28日  | パリ             | パルク・デ・プランス                                   | ブラジル             | ○ 2-1          | 池田太             | 2024年パリオリンピック                                        | [ 48 ]       |
| 29.          | 2024年7月31日  | ナント           | スタッド・ドゥ・ラ・ボージョワール                     | ナイジェリア         | ○ 3-1          | 池田太             | 2024年パリオリンピック                                        | [ 49 ]       |
| 30.          | 2024年8月3日   | パリ             | パルク・デ・プランス                                   | アメリカ合衆国       | ● 0-1 (延長)   | 池田太             | 2024年パリオリンピック                                        | [ 50 ]       |
| 31.          | 2025年2月20日  | ヒューストン     | シェル・エナジー・スタジアム                           | オーストラリア       | ○ 4-0          | ニルス・ニールセン | 2025 シービリーブスカップ                                     | [ 51 ]       |
| 32.          | 2025年2月23日  | グレンデール     | ステートファーム・スタジアム                           | コロンビア           | ○ 4-1          | ニルス・ニールセン | 2025 シービリーブスカップ                                     | [ 52 ]       |
| 33.          | 2025年2月27日  | サンディエゴ     | スナップドラゴン・スタジアム                           | アメリカ合衆国       | ○ 2-1          | ニルス・ニールセン | 2025 シービリーブスカップ                                     | [ 53 ]       |
| 34.          | 2025年4月6日   | 大阪             | ヨドコウ桜スタジアム                                   | コロンビア           | △ 1-1          | ニルス・ニールセン | 国際親善試合                                                  | [ 54 ]       |
| 35.          | 2025年6月3日   | サンパウロ       | エスタディオ・シセロ・デ・ソウザ・マルケス             | ブラジル             | ● 1-2          | ニルス・ニールセン | 国際親善試合                                                  | [ 55 ]       |
| 36.          | 2025年7月9日   | 水原             | 水原ワールドカップ競技場                               | チャイニーズタイペイ | ○ 4-0          | ニルス・ニールセン | EAFF E-1サッカー選手権2025                                    | [ 56 ]       |
| 37.          | 2025年7月13日  | 華城             | 華城総合運動場                                         | 韓国                 | △ 1-1          | ニルス・ニールセン | EAFF E-1サッカー選手権2025                                    | [ 57 ]       |
| 38.          | 2025年7月16日  | 水原             | 水原ワールドカップ競技場                               | 中華人民共和国       | △ 0-0          | ニルス・ニールセン | EAFF E-1サッカー選手権2025                                    | [ 58 ]       |

#### ゴール
| ゴール一覧 | ゴール一覧    | ゴール一覧 | ゴール一覧               | ゴール一覧           | ゴール一覧 | ゴール一覧         | ゴール一覧                       | ゴール一覧 |
| #          | 開催日        | 開催都市   | スタジアム               | 対戦国               | 結果       | 監督               | 大会                             | 出典       |
| ---------- | ------------- | ---------- | ------------------------ | -------------------- | ---------- | ------------------ | -------------------------------- | ---------- |
| 1.         | 2022年6月27日 | トゥルク   | ヴェリタス・スタディオン | フィンランド         | ○ 5-1      | 池田太             | 国際親善試合                     | [ 59 ]     |
| 2.         | 2023年9月23日 | 北九州     | 北九州スタジアム         | アルゼンチン         | ○ 8-0      | 池田太             | 国際親善試合                     | [ 60 ]     |
| 3.         | 2024年2月28日 | 東京       | 国立競技場               | 北朝鮮               | ○ 2-1      | 池田太             | パリオリンピック・アジア最終予選 | [ 61 ]     |
| 4.         | 2025年4月6日  | 大阪       | ヨドコウ桜スタジアム     | コロンビア           | △ 1-1      | ニルス・ニールセン | 国際親善試合                     |            |
| 5.         | 2025年7月9日  | 水原       | 水原ワールドカップ競技場 | チャイニーズタイペイ | ○ 4-0      | ニルス・ニールセン | EAFF E-1サッカー選手権2025       | [ 62 ]     |

## タイトル

### クラブ
- 浦和レッドダイヤモンズ・レディース / 三菱重工浦和レッズレディース
  - WEリーグ: 2回 (2022-23、2023-24)
  - AFC女子クラブ選手権: 1回 (2023)
  - WEリーグカップ: 1回 (2022-23)
  - 皇后杯 JFA 全日本女子サッカー選手権大会: 1回 (2021)
  - 日本女子サッカーリーグ: 1回 (2020)

### 代表
- U-20日本女子代表
  - FIFA U-20女子ワールドカップ: 1回 (2018)

- 日本女子代表（なでしこジャパン）
  - EAFF E-1サッカー選手権: 1回(2022)
  - シービリーブスカップ: 1回 (2025)

### 個人
- WEリーグ
  - ベストイレブン: 2回 (2021-22、2024-25)
  - 優秀選手賞: 2回 (2021-22、2024-25)